# Georg Caspar Wecker
Georg Caspar Wecker (bautizado el 2 de abril de 1632 –20 de abril de 1695) fue un organista y compositor barroco alemán. Considerado como un compositor de mediana importancia dentro de la llamada escuela de Núremberg, Wecker es más reconocido por ser uno de los primeros maestros de Johann Pachelbel.

## Biografía
Wecker nació y residió a lo largo de casi toda su vida en Núremberg. Recibió sus primeras lecciones de música de su padre Johann y a la edad de quince años ya se le permitía tocar el órgano de la iglesia. Desde 1651 prestó servicios como organista de la iglesia católica de Santa Walburga y en 1654 se convirtió en el organista de la Iglesia de Nuestra Señora (Frauenkirche). Cuatro años más tarde ganó el puesto de organista de la Iglesia de San Egidio, la tercera plaza en orden de importancia dentro de la ciudad. Pasó 28 años trabajando en San Egidio, hasta que en 1686 consiguió el puesto de organista en la principal parroquia de Núremberg, San Sebaldo, permaneciendo en el puesto hasta su fallecimiento en 1695, siendo sucedido por Pachelbel.
Wecker fue un profesor muy respetado y junto con Heinrich Schwemmer, continuadores de la importante tradición de relación entre pupilo y maestro característica de la llamada Escuela de Núremberg del siglo XVII El mismo fue pupilo de Kindermann, y enseñó teclado y composición a Johann Krieger y Pachelbel. Varias de sus composiciones se han conservado: entre las cuales diversas cantatas, unas cuarenta canciones y una fuga para órgano.